# Rabat-Salé-Kenitra
La regió de Rabat-Salé-Kénitra (en àrab جهة الرباط - سلا - القنيطرة, jihat ar-Ribāṭ-Salā-al-Qanīṭra; en amazic ⵕⵕⴱⴰⵟ-ⵙⵍⴰ-ⵇⵏⵉⵟⵔⴰ) és una de les dotze noves regions en que s'ha organitzat el Marroc després de la reforma administrativa de 2015. La seva capital és Rabat. S'ha format de la unió de les regions de Rabat-Salé-Zemmour-Zaer i Gharb-Chrarda-Béni Hssen. Limita al nord amb la regió de Tànger-Tetuan-Al Hoceima, a l'est amb Fes-Meknès, a l'oest amb l'oceà Atlàntic i al sud amb Casablanca-Settat i Béni Mellal-Khénifra.

## Divisió territorial
La regió comprèn 3 prefectures i 4 províncies :
- la província de Kénitra
- la província de Khémisset
- la prefectura de Rabat
- la prefectura de Salé
- la província de Sidi Kacem
- la província de Sidi Slimane
- la prefectura de Skhirate-Témara